# Gecarcinus quadratus
El cangrejo Halloween o tiguacal (Gecarcinus quadratus) es una especie de crustáceo decápodo de la familia Gecarcinidae.

## Distribución
Se encuentra en manglares, dunas y selvas tropicales a lo largo de la costa del océano Pacífico desde el sur de México hasta [Colombia].Se encuentran reportes de esta especie en Bahia solano, Se ha informado de la costa del Pacífico del noroeste de América del Sur, pero en 2014 esta población fue reconocida como una especie separada, Gecarcinus nobilii.
La taxonomía en relación con el cangrejo del océano Atlántico Gecarcinus lateralis está en disputa, y muchos consideran que G. quadratus y G. lateralis son conespecíficos.

## Descripción
El caparazón del cangrejo puede alcanzar una longitud de 5 cm. Tiene un par de quelas en gran parte moradas, patas de color rojo anaranjado y un caparazón casi completamente negro con un par de manchas amarillas, anaranjadas o rojizas detrás de los ojos, y un par adicional de manchas blanquecinas en el caparazón central inferior.

## Comportamiento
Este cangrejo nocturno excava madrigueras, a veces de hasta 1,5 m, en las selvas tropicales costeras de México y América Central, y es común a lo largo de las costas de México, Costa Rica, Panamá y Nicaragua. Vive en el bosque al menos parte de su vida adulta, pero necesita regresar al océano para reproducirse. Es en gran parte herbívoro y se alimenta de hojarasca y plántulas.

## Amenazas y conservación
Este cangrejo está catalogado como especie bajo preocupación menor, aunque sus poblaciones salvajes han disminuido por la contaminación marina por plásticos y derrames de petróleo, la sobrepesca para el consumo humano y las capturas para el comercio de mascotas, debido a su popularidad como animal de compañía por sus brillantes colores y su comportamiento dócil y tranquilo.